# Triacetat

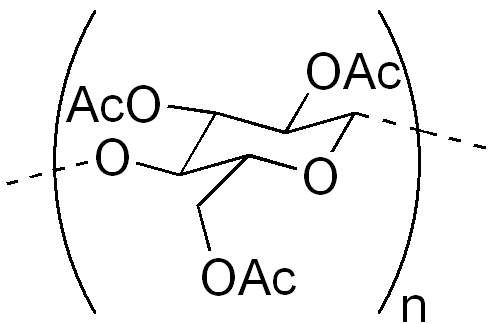

Triacetat (CTA) är textilfibrer framställda av cellulosa-acetat varvid minst 92 % av hydroxylgrupperna acetyleras. Triacetat är en kemifiber av naturliga polymerer och utgör en vidareutveckling av acetatfiber. Fibern har goda egenskaper mot hetta, skrynklar ej och absorberar ringa fuktighet. Dessutom är den lätt glansig, har låg hållfasthet och torkar snabbt. Användningsområden är bland annat i tyger för klänningar, blusar och foder. Därutöver användes triacetat som fyllnadsmaterial för kuddar.